# Aiskew and Leeming Bar
Pour les articles homonymes, voir Lemming.
Aiskew and Leeming Bar est une paroisse civile du Yorkshire du Nord, en Angleterre.